# Сідонес
Сідонес (ісп. Cidones) — муніципалітет в Іспанії, у складі автономної спільноти Кастилія-і-Леон, у провінції Сорія. Населення — 357 осіб (2010).
Муніципалітет розташований на відстані близько 180 км на північний схід від Мадрида, 15 км на захід від Сорії.
На території муніципалітету розташовані такі населені пункти: (дані про населення за 2010 рік)
- Сідонес: 152 особи
- Еррерос: 75 осіб
- Осенілья: 84 особи
- Вільяверде-дель-Монте: 46 осіб

## Демографія
Динаміка населення (INE ):